# Diatopia nella lingua italiana
Le differenziazioni dialettali dell'italiano costituiscono un ottimo esempio di varianti diatopiche.

## La variazione diatopica
Rimanda alle differenti realizzazioni linguistiche dipendenti dall'area geografica di provenienza dei parlanti. Secondo alcuni è il parametro fondamentale di variazione in una lingua come l'italiano. Nonostante, infatti, in alcuni ambiti sia stata raggiunta una certa unitarietà linguistica (soprattutto a livello scritto) permangono ancora delle caratterizzazioni regionali percepibili (almeno a livello fonologico). Un primo esempio di variazione diatopica, molto evidente in Italia, sono i dialetti. Il rapporto tra lingua e dialetti è stato per molto tempo complementare. Mentre la prima si era imposta essenzialmente per gli usi scritti, il dialetto copriva quelle funzioni e quegli usi che esulavano dalla scrittura e dalla “ufficialità” della comunicazione.

## La diatopia a partire dall'Unità d'Italia
Le varie istituzioni scolastiche  e i mass-media, a partire dall'Unità d'Italia ad oggi, hanno reso con la loro azione, la diffusione  della lingua in modi e usi sempre più  diversificati, occupando spazi sempre maggiori della comunicazione orale, una caratteristica che prima risultava legata prevalentemente ai dialetti. Da questa diffusione si è così arrivati all'attesissima lingua della conversazione civile. Tutto ciò ha comportato un passaggio a doppia direzione: la lingua ha influito sui dialetti e quindi ha apportato un'italianizzazione di questi ultimi; i dialetti hanno intaccato la lingua da cui deriva l'italiano regionale.

## La diatopia dopo l'Unità d'Italia
- la costituzione di un sistema scolastico più regolare legge Casati (1859) e regolato dalla legge Coppino (1877);
- la creazione di un ceto politico ed amministrativo, che si muoveva su tutto il territorio italiano;
- la leva obbligatoria;
- l'industrializzazione e lo scambio rinnovato di persone e commerci; determinò la necessità di uscire dal dialetto, con cui ognuno si esprimeva in una cerchia limitata sia nel numero di parlanti, sia nello spazio. Questi fattori determinarono anche la necessità dell'uso di una lingua sovraregionale. L'immissione di lessico e fono-morfologia italiana nei dialetti, ha portato al fenomeno accennato prima di italianizzazione dei dialetti o estensione sovraregionale dei dialetti.

## Variazioni diatopiche regionali
La variazione diatopica in una lingua come l'italiano è quella maggiormente 'visibile' in certi contesti, come per esempio le realizzazioni orali di italiano. Ovvero anche il parlante più attento e corretto tradisce sempre la sua provenienza geografica, o attraverso il lessico o attraverso qualche possibile elemento morfosintattico. Prima di vedere qualche altro esempio concreto, è bene tenere presente che in Italia sono 4 le varietà principali di italiana regionale:
- varietà settentrionale
- varietà toscana
- varietà romana
- varietà meridionale